# Autódromo de Santa Cruz do Sul
Der Autódromo Internacional de Santa Cruz do Sul ist eine Motorsport-Rennstrecke in Santa Cruz do Sul im brasilianischen Bundesstaat Rio Grande do Sul.

## Geschichte
Die Bauarbeiten an der Rennstrecke begannen im Jahr 2004 und wurden nach Verzögerungen im Folgejahr abgeschlossen. Zu den ersten Rennserien, welche dort Rennen austrugen, gehört die Formel Renault. 2011 kam mit der Stock Car Pro Series eine der bekanntesten brasilianischen Autorennserien nach Santa Cruz do Sul, doch nach einiger Zeit kam es zu Bedenken bezüglich der Sicherheit, was letztendlich dazu führte, dass die Rennserie dort keine Rennen mehr austrug.
Um die Strecke wieder für größere Rennen attraktiv zu machen, kam es 2013 zu großen Renovierungen, unter anderem an den Boxen und der Streckenoberfläche. Dank der Verbesserungen kehrten mit der Fórmula Truck und der Stock Car Pro Series erneut bekanntere Rennserien auf den Kurs zurück.

## Die Strecke
Die Rennstrecke ist als schneller Straßenkurs bekannt, wobei die Gerade auch als Dragster-Rennstrecke verwendet werden kann.